# Теофіполь

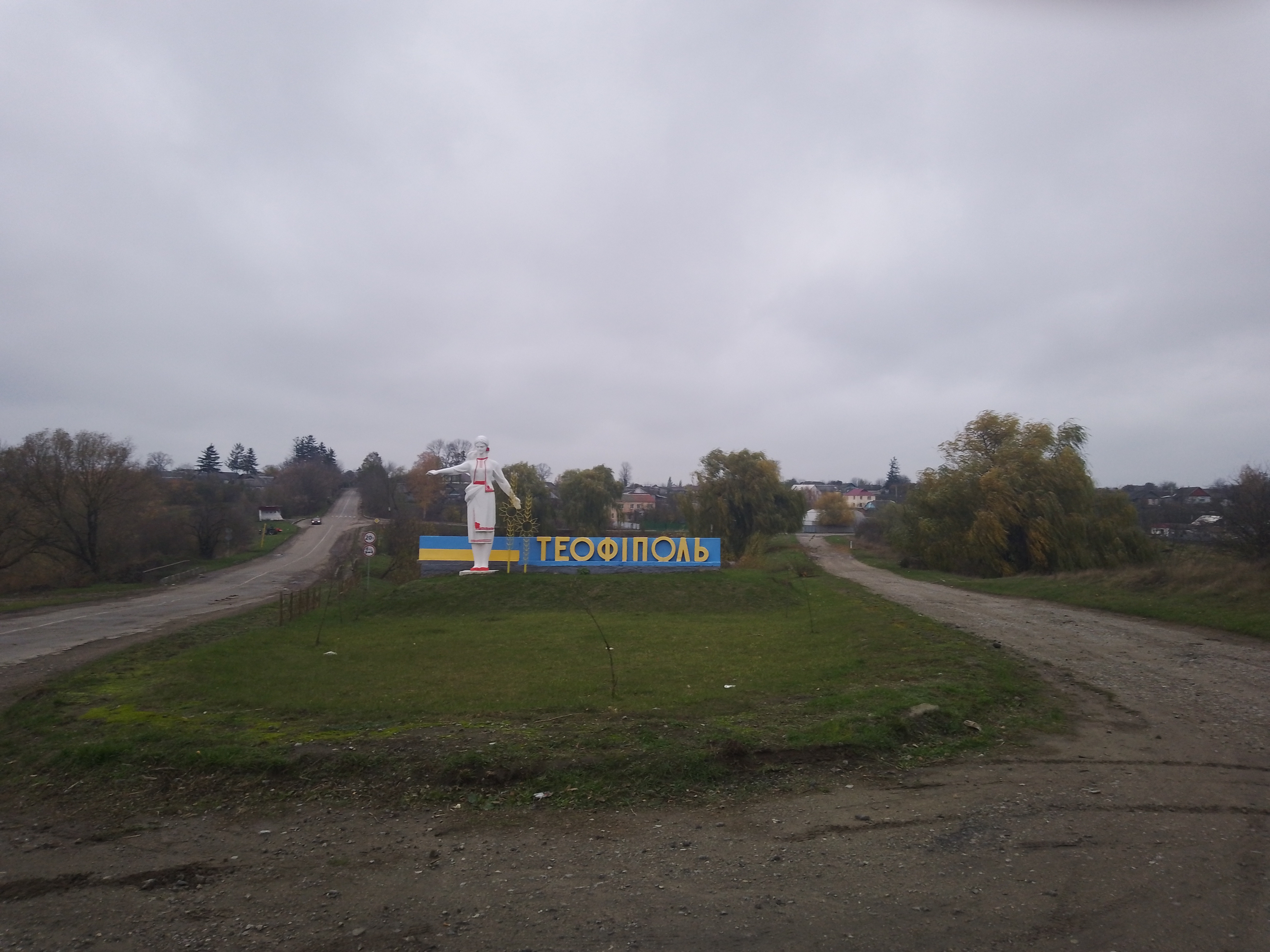
Дороговказ в Теофіполь

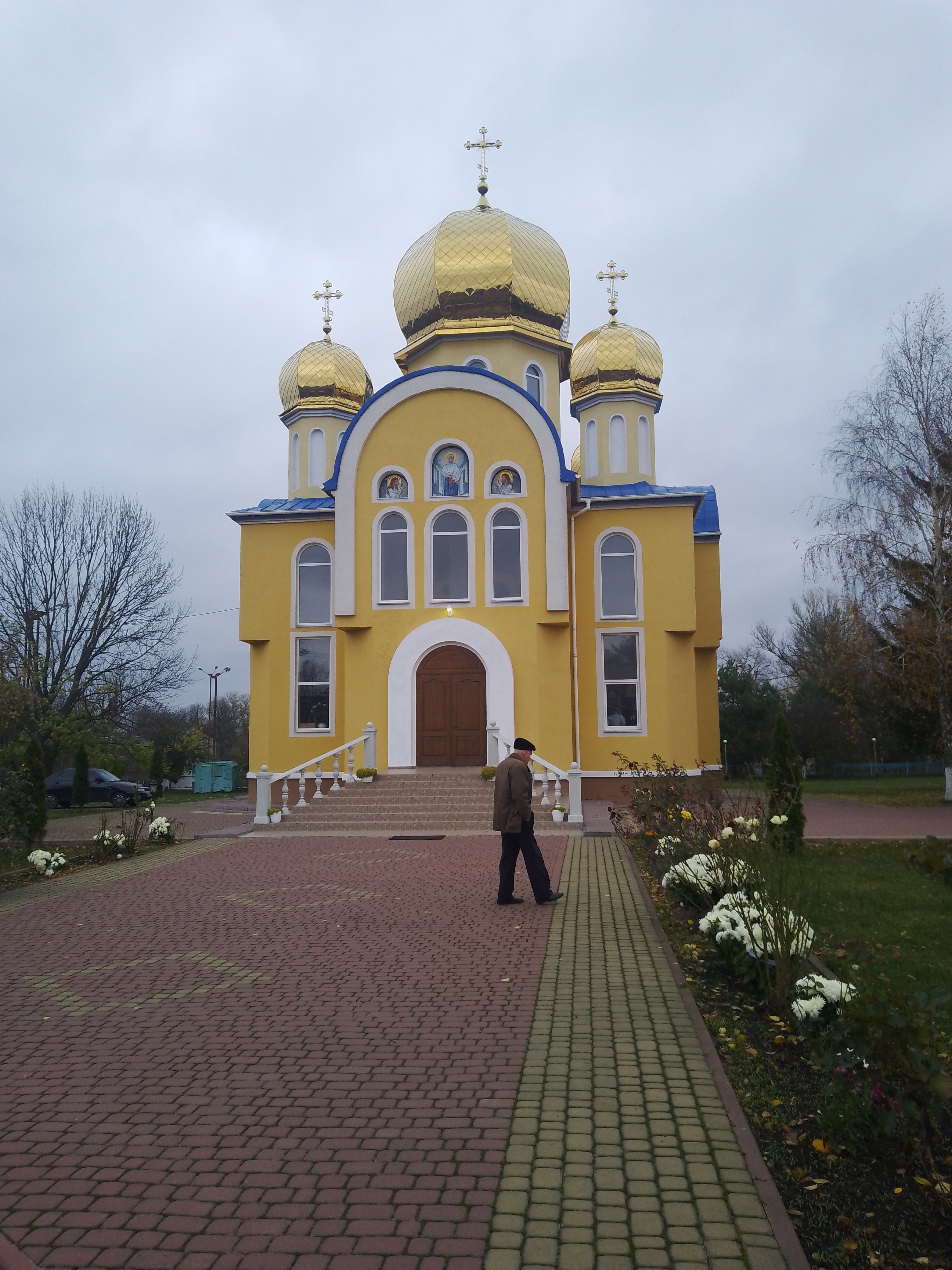
Храм Пресвятої Богородиці ПЦУ у Теофіполі

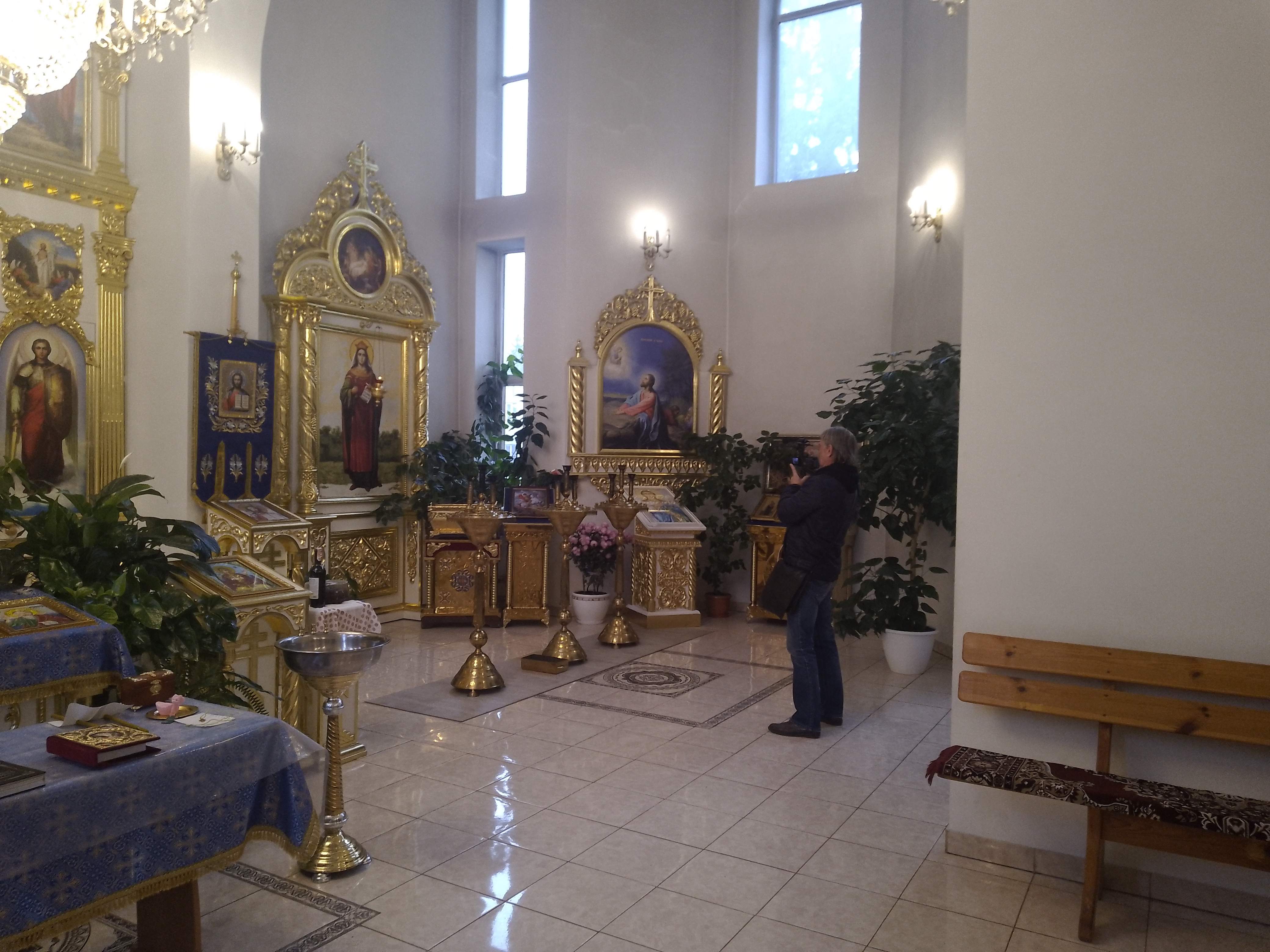
Зйомки фільму у храмі Покрови Пресвятої Богородиці в Теофіполі

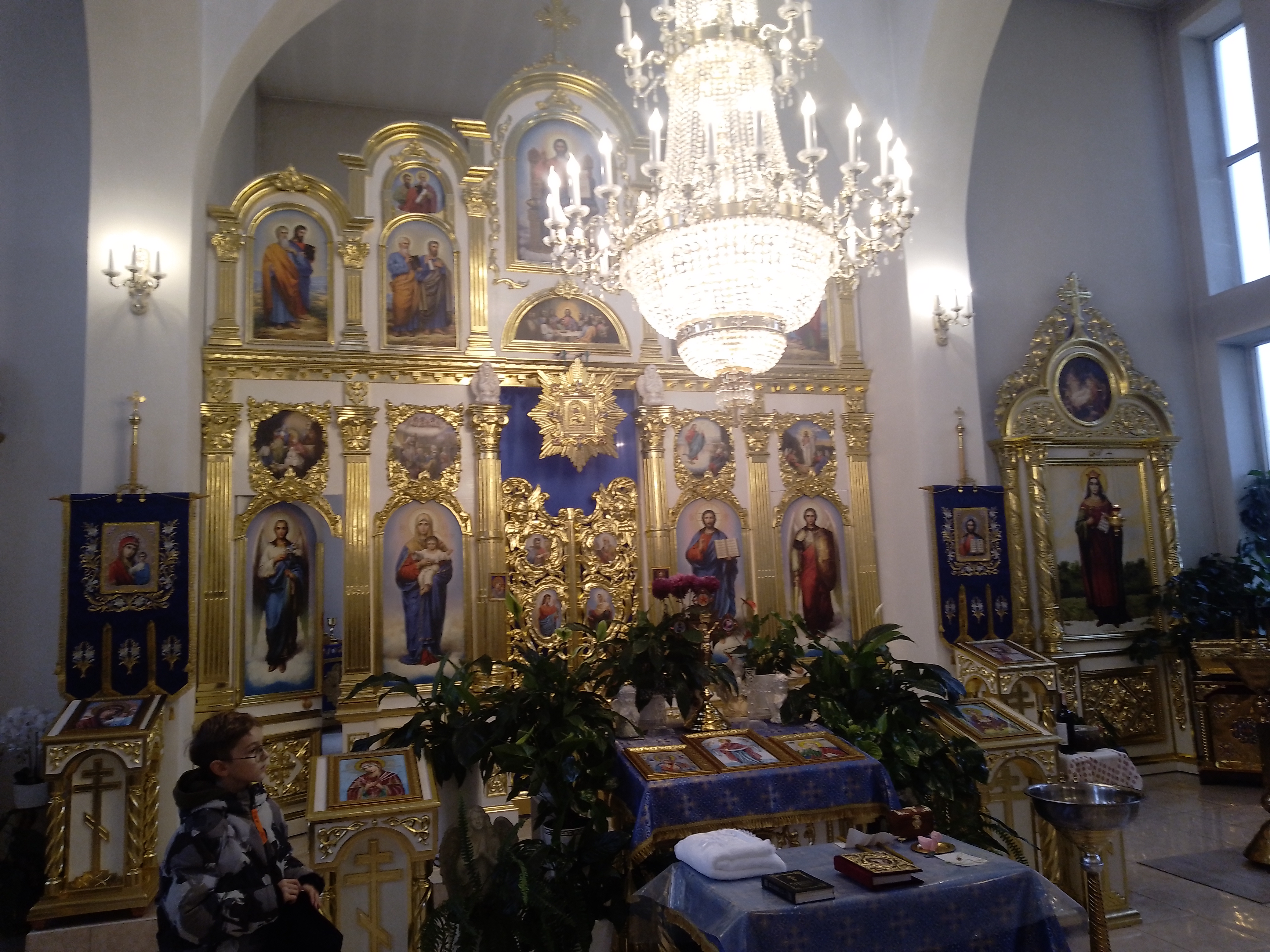
Інтер'єр храму Покрови Пресвятої Богородиці в Теофіполі

Теофі́поль, до 1740 року — Камінь, Човганський Камінь, Човган — селище в Україні, у Теофіпольській селищній громаді Хмельницького району Хмельницької області. Відоме з 1420 року. Магдебурзьке право з 1420 року. Статус селища міського типу від 1959 року. Від 26 січня 2024 року — селище.

## Загальні відомості
Селище розташоване на річці Полква (притока Горині), за 30 км від залізничної станції Суховоля на лінії Шепетівка-Подільська—Тернопіль. Межує на півночі з Шепетівським районом Хмельницької області, на заході з Кременецьким районом Тернопільської області. Населення: 7161 мешканець (перепис 2001), 6763 мешканці (2011). Відстань до Хмельницького — 99 кілометрів. Харчова промисловість — цукровий завод.

## Географія, корисні копалини
Теофіпольщина лежить у лісостеповій зоні. Серед ґрунтів тут поширені чорноземи. Є родовища корисних копалин, таких як глина, пісок, вапняний камінь, торф. На території району є 80 артезіанських свердловин та 518 криниць з питною водою.

## Назви
Колишні назви: Камінь (XV–XVII ст.), Човганський Камінь (XVII ст.), Човган (1681–1740), Теофипіль.
До 1740 року Теофіполь називався: Камінь, Човганський Камінь, Чолганськ, Чолган, Човган. У деяких давніх джерелах він згадується під назвою Кам'янець, зокрема у літопису Самійла Величка.
Згідно з Харківським правописом називався Теофіпіль.

## Археологічні розвідки
В околицях Теофіполя є кілька давніх курганів, у селищі, поблизу річки Полква, знайдено сліди стародавнього поселення, знаряддя праці і зброї доби міді. У 1888 році під час риття канави для фундаменту нової кам'яної церкви за 300 метрів від озера будівельники викопали багато людських кісток давнього поселення. З часів Київської Русі ніяких поховань у цьому районі селища не проводилось.
У давні часи територію сучасного Теофіполя заселяли слов'янські племена дулібів і волинян.

## Історичні відомості
Територію сучасного Теофіполя в стародавні часи заселяло слов'янське плем'я — волиняни. У IX—X ст. вона входила до складу Руської держави з центром у Києві, а з 1199 року — до складу удільного Галицько-Волинського князівства. У XIII ст. цю місцевість захопили і спустошили монголо-татари.
У другій половині XIV ст., на початку Великої зам'ятні у Золотій Орді (1359—1380), після битви на Синіх Водах (1362), перейшло під владу Великого князівства Литовського, Руського та Жемойтського.
Теофіполь під назвою Камінь як одна з фортець та опорних пунктів литовських феодалів на півдні Волині вперше згадується 1420 року в дарчому акті великого князя литовського Вітовта. Назва Камінь, очевидно, пов'язана з поселенням, що виникло як камінне оборонне укріплення. З трьох сторін його захищали озеро та річки Полква і Норець.
У XV і в першій чверті XVI ст. Каменем володіли волинські шляхтичі (магнати[джерело?]) Човганські (Чолганські). Містечко стали називати Човганським Каменем, щоб відрізнити його від містечок і сіл з такою ж назвою, яких на Волині було безліч. Пізніше в народі закріпилась назва Човган (пол. Czołhan). Багаті землі Човганського Каменя і його околиць приваблювали волинських шляхтичів та магнатів. Цей маєток був предметом постійних суперечок і боротьби між феодалами: шляхтичами Сенютами та князями Острозькими. 1624 року К. Сенюта купив Човганський Камінь, але фактично ним володіли багатші і впливовіші магнати князі Острозькі.[джерело?]
У середині XVI ст. у Човганському Камені певного розвитку набули промисли, зокрема горілчаний, борошномельний, деревообробний. У містечку було дві гуральні, два водяні млини, працювало кілька десятків ремісників. 1569 року Човганський Камінь перейшов до складу Речі Посполитої, його було включено до Кременецького повіту Волинського воєводства.
Поблизу Човганського Каменя проходив Чорний шлях, по якому татари набігали на українські землі. Особливо великого спустошення містечко зазнало в 1593 і 1618 роках.
Населення містечка та його околиць брало активну участь у визвольній війні 1648—1657 рр. У серпні 1648 року польські комісари (командувачі військами) у своїх посланнях скаржилися польському урядові, що в районі Човганського Каменя вони зустрічають великий опір повсталих селян. 28 і 29 серпня 1648 року Богдан Хмельницький надіслав у Човганський Камінь командуванню ворожих військ два листи з вимогою припинити варварські знущання над руським (українським) населенням, з яким особливо жорстоко розправлялося військо, очолюване князем Єремією (Яремою) Вишневецьким.
Перед Пилявецькою битвою (вересень 1648 р.) Я. Вишневецький у листі, відправленому з Човганського Каменя, просив свій уряд, щоб туди спорядили нові військові сили «для знищення домашнього ворога» — козацького війська і повсталих селян, а державний комісар Адам Кисіль у свою чергу писав звідси: «Вже й тут довкола оточили нас полки Хмельницького».
Після розгрому під Пилявцями рештки шляхетських військ тікали через Човганський Камінь. Добивати їх допомагали тутешні повсталі селяни.
Селяни продовжували боротьбу і в наступні роки. 21 червня 1649 року до Човганського Каменя прибув Богдан Хмельницький. Тут він чекав підходу своїх полків, після чого вирушив на Збараж, де укріпилось військо Речі Посполитої. До військ Хмельницького приєдналось все доросле чоловіче населення містечка і навколишніх сіл. 9 липня біля Човганського Каменя козацьке військо розгромило головні сили військ Речі Посполитої. Запеклі бої проти польсько-шляхетських військ вели козаки і повсталі селяни в районі Човганського Каменя і в 1653 році.
У середині і другій половині XVII ст. містечко не раз зазнавало нападів кримських татар. У серпні 1649 року татари спустошили Човганський Камінь і навколишні села.
Після закінчення визвольної війни польська шляхта посилила соціальний, національний і релігійний гніт селян русинів. У 1664—1665 рр. човганці брали активну участь у селянському повстанні на Поділлі в загоні, яким керував Семен Височан, а в 1702—1704 рр. — у повстанні під проводом Семена Палія. 1709 року у містечку знову спалахнуло повстання, під час якого селяни вбили поміщика — орендаря Б. Вільгу.

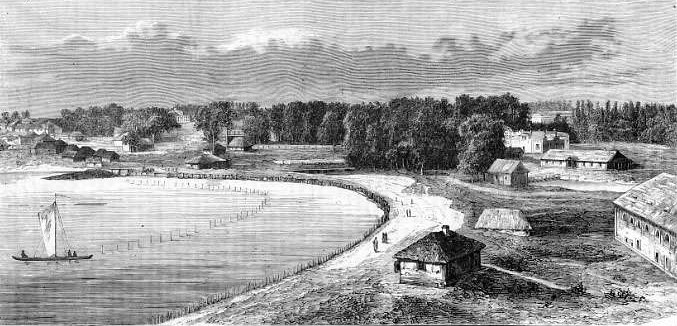
Теофіполь. Палац князів Яблоновських (вдалині). 1878 рік

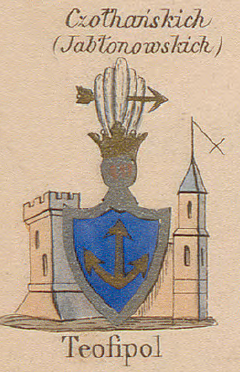
Теофіполь на мапі Зигмунда Герстмана зі спотвореним гербом Чолганських

1681 році поміщик К. Сенюта продав Човган разом із селянами за 75 тис. злотих польському магнатові Станіславові Янові Яблоновському — (великий коронний гетьман, краківський каштелян, воєвода руський), якому належало 18 міст і 150 сіл. Човган перейшов до його сина, Александра Яна Яблоновського, а по його смерті 1723 року до його вдови, Теофілії з Сенявських, за якої виникла назва Теофіполь. Із метою поширення католицького обряду поміщиця побудувала у Човгані костел і двоповерховий монастир тринітаріїв. У 1740 році вона перейменувала Човган на Теофіполь (у тогочасних польських джерелах — Теофільполь). Із 1777 року стала володіти княгиня Теофілія Яблоновська (1742—1816, пол. Teofila Strzeżysława Jabłonowska, дочка Юзефа Александра Яблоновського, кровна сестра «князя-козака» Августа Доброґоста Станіслава Вольфганґа Жеґоти Яблоновського), з 1761 року дружина Юзефа Сапеги (1737—1792). В палаці поміщика в окремих покоях утримувалось багато собак, а також папуг та інших птахів. В палаці часто влаштовувалися пишні бали, на які князь витрачав великі кошти. Тим часом за даними ревізького перепису в 1794 році у Теофіполі 65 селянських сімей не мали не тільки землі, коней, корів, а навіть примітивного житла.
У 1764 році у Теофіполі побудували Покровську церкву, а пізніше ще два храми.
Теофіполь знаходився на великому торговельному шляху із західної України на Лівобережжя. Це сприяло розвиткові торгівлі. З містечка вивозили хліб, худобу, сало, м'ясо, горілку, а ввозили сільськогосподарський інвентар, залізні вироби, тканини. У XVIII ст. Теофіполь був осередком поміщицького гуральництва. З 1797 року після анексії Російською імперією містечко стало центром Теофіпольської волості Старокостянтинівського повіту Волинської губернії.
Наприкінці XVIII і в першій половині XIX ст. у містечку певного розвитку набуло промислове й ремісниче виробництво. У 1795 році тут жило 144 ремісничі родини. На початку ХІХ ст. в містечку діяла школа, в якій вели навчання тринітарії.
У 1845 році в Теофіполі вже діяли три шкіряні, цегельний і вапняковий заводи. Вони були дрібні, напівкустарні, переважала тут виснажлива ручна праця, а робочий день тривав по 12—14 годин.
Після польського визвольного повстання 1830—1831 рр., в якому взяли участь служителі тринітарського монастиря, вчителі повітової школи і поміщик, князь Леон Сапега, царська влада закрила у Теофіполі школу, монастир, конфіскували маєток Сапегів, а селян перевели в розряд державних. У 1850 році 56 безземельних селянських сімей примусово виселено в державний маєток до с. Малого Лазучина, бо, як зазначалося в акті про виселення, у Теофіполі не було для них вільної землі.
Станом на 1886 рік у колишньому державному містечку, центрі Теофіпольської волості Старокостянтинівського повіту Волинської губернії, мешкало 1160 осіб, налічувалось 201 дворове господарство, існувала православна церква, синагога, 5 єврейських молитовних будинків, школа, 11 постоялих дворів, 14 постоялих будинків, 52 лавки, кузня, 3 водяних млини, миловарний і цегельний заводи.
За переписом 1897 року кількість мешканців зросла до 3774 осіб (2402 чоловічої статі та 1372 — жіночої), з яких 1372 — православної віри, 2914 — юдейської.
7 (20) листопада 1917 року, відповідно до.Третього Універсалу Української Центральної Ради, увійшло до складу Української Народної Республіки.
Під час радянсько-української війни 1917—1921 років у 1919 році існувала «Теофіпольська республіка», яка не підтримувала відкрито ні однієї зі сторін, проте на початку червня при переході українських сил у наступ, теофіпольські повстанці вдарили червоним в тил.
У грудні 2015 року освячено храм УПЦ КП пам'яті святителя Миколая Мир Лікійських.
17 липня 2016-го Святійший Патріарх Філарет очолив чин освячення новозбудованого храму на честь Покрову Пресвятої Богородиці та першу Божественну літургію.
У травні 2023 року відбулися збори прихожан храму Святого праведного Іоана Кронштадтського, котрі перевели його у підпорядкування Православної Церкви України.

## Населення
Загальна кількість жінок — 65 %, чоловіків — 35 %. Найвагомішу частку в соціальному складі населення Теофіполя становлять робітники та селянство. 30 % — діти до 15 років, 45 % — люди працездатного віку і 25 % — пенсійний вік.

### Мова
Рідна мова населення за даними перепису 2001 року:
| Мова            | Кількість | Відсоток |
| --------------- | --------- | -------- |
| українська      | 6918      | 98.46%   |
| російська       | 90        | 1.28%    |
| вірменська      | 9         | 0.13%    |
| білоруська      | 2         | 0.03%    |
| польська        | 2         | 0.03%    |
| румунська       | 1         | 0.01%    |
| інші/не вказали | 4         | 0.06%    |
| Усього          | 7026      | 100%     |

## Економіка

### Характер земельних угідь
Характер земельних угідь — сільськогосподарське призначення. Структурою площ є багаторічні насадження, пасовища та сіножаті.
Тип фермерських господарств — це юридичні особи, а розмір — підприємства малого та середнього бізнесу.

### Виробничі функції поселення (наявність і характеристика промислових виробництв)
24 грудня 1975 році прийнято в експлуатацію найбільший у Радянському Союзі Теофіпольський цукровий завод. Уперше ідея будівництва цукрового заводу у Теофіполі з'явилася у 1967 році, і вже з початку 1975 року керівництво заводу почало приймати на роботу нових працівників. Працювати на заводі в основному наймалися жителі навколишніх сіл, працівники інших цукрових заводів та перепрофільовані будівники заводу. Усього штат підприємства налічував більше 1000 працівників.
Сьогодні Теофіпольський цукровий завод є одним із найпотужніших в Україні. За добу на ньому може перероблятись до 6 тис. тонн цукрових буряків. У середньому за рік переробляється 340 тис. тонн буряків.
Приватне підприємство «Добрий хліб», що в м. Теофіполі, створено в грудні 2003 року, очолює Лебединська Алла Вікторівна. Підприємство по праву вважається одним із найкращих у районі. Назва підприємства «Добрий хліб» невипадкова, тому що основний вид діяльності — це виробництво хлібобулочних виробів. На підприємстві працює 49 осіб, з яких майже кожен другий — колишній безробітний. Об'єми своєї продукції підприємство постійно нарощує. Якщо в 2004 році пекарня за добу випікала 1,5 тис. буханок хліба, то сьогодні вже майже 9 тис. Лише за серпень поточного року випечено 250 тонн хліба. Спеціалісти підприємства постійно працюють над розширенням асортименту хлібобулочних виробів. Асортимент кондитерських виробів налічує майже 40 найменувань, а асортимент хліба становить майже 20 видів. І в цьому заслуга всіх працівників, які працюють на підприємстві.
Добре налагоджена справа, безсумнівно, приносить відповідні результати. Завдяки тісній співпраці ПП «Добрий хліб» із Теофіпольським районним центром зайнятості на підприємство шляхом надання дотацій роботодавцю працевлаштовано 22 безробітних за робітничими професіями: пекар, кондитер, тістоміс, мельник, охоронник, підсобний робітник та інші, з яких 12 осіб — громадяни, які потребують соціального захисту та не здатні на рівних конкурувати на ринку праці.

## Соціальна сфера
Із закладів культурно-побутового обслуговування у Теофіполі є:
- будинок культури;
- музична школа, в якій навчають грати на фортепіано, гітарі, скрипці, займаються сольфеджіо, музичною літературою, вокалом, танцями;
- спортивний комплекс, де діти займаються плаванням, волейболом, тенісом, гімнастикою, боксом.

З медичного обслуговування тут знаходиться Теофіпольська центральна районна лікарня.
Із Теофіполя є автобусне сполучення до Хмельницького, Тернополя, Кременця, Рівного, Острога, Шепетівки, Старокостянтинова та ближніх сіл.
У планах є розбудова інфраструктури, що дасть змогу збільшити кількість робочих місць, залучити професіоналів та збільшити надходження до бюджету.

## Транспортне сполучення
Відстань до Хмельницького — 99 кілометрів. До селища підведена залізнична гілка Білогір'я — Теофіполь (по залізниці здійснюються лише вантажні перевезення з цукрового заводу, залізничної станції немає). Через селище проходять три автошляхи державного, обласного та районного значення, вони йдуть у шести напрямках і з'єднують Теофіполь з містами Хмельницьким, Тернополем, Кременцем, Рівним, Острогом, Шепетівкою та Старокостянтиновом. На сьогодні автошляхи знаходяться в незадовільному стані, необхідний капітальний ремонт.

## Відомі люди

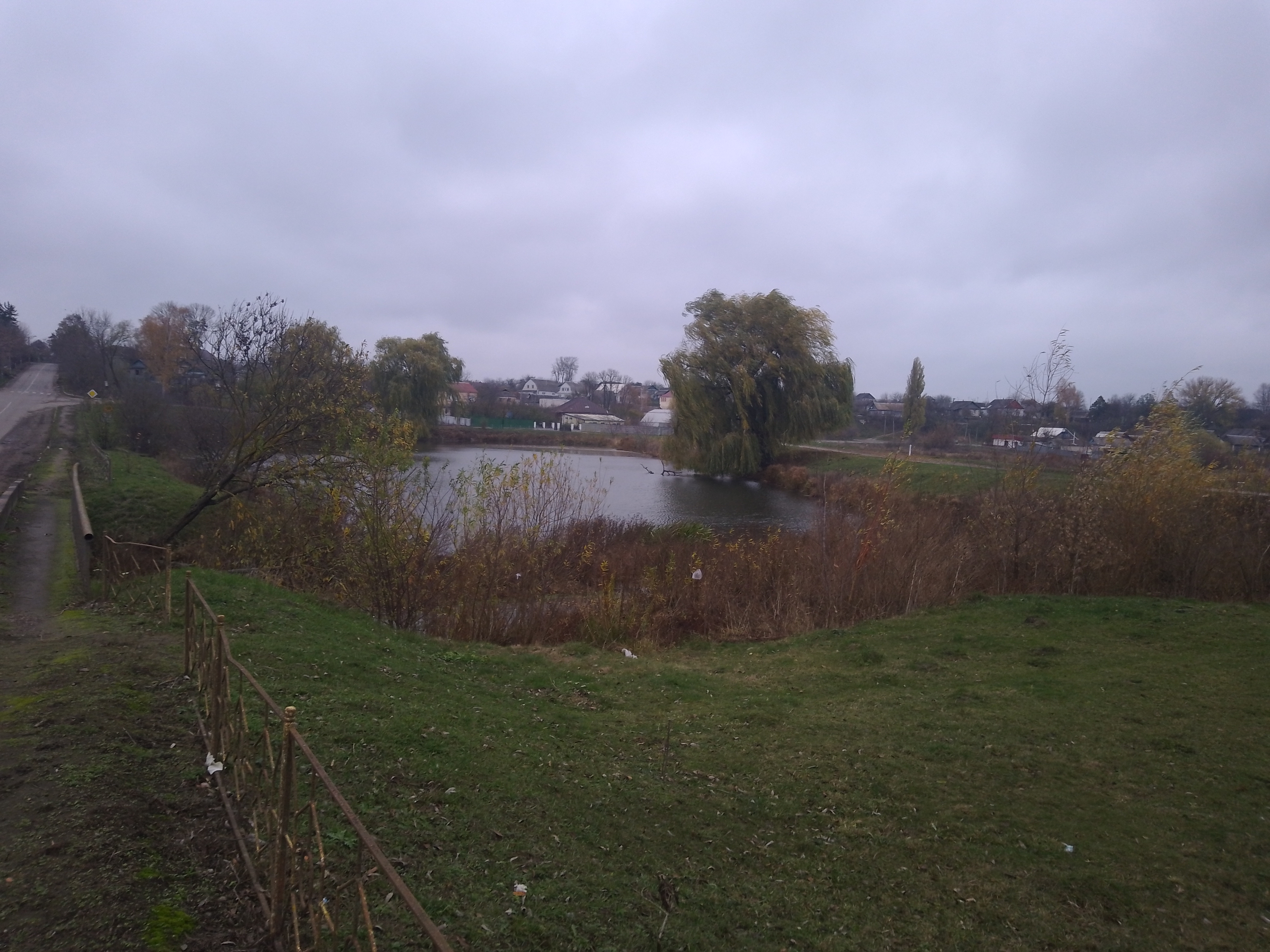
Став у Теофіполі

- Кедрун Сергій — український військовослужбовець, учасник російсько-української війни[20].
- Коханець Людмила Степанівна — заслужений журналіст України, кореспондент, член редколегії газети Верховної Ради України «Голос України».
- Левицький Леонід Михайлович — український поет-воїн, військовий кореспондент, старший лейтенант, автор збірки віршів «Недоспівана пісня».
- Розквас Петро Сергійович (11 липня 1993, смт. Базалія — 13 вересня 2023 с. Лозова Ізюмського р-ну) — український військовослужбовець, учасник російсько-української війни[21][22].
- Стасюк Іван Архипович — дослідник історії Теофіпольщини, голова правління Теофіпольської районної спілки краєзнавців до 2009 року, завідувач відділу Центру дослідження історії Поділля і Південно-Східної Волині Інституту історії України НАН, почесний професор Кам'янець-Подільського національного університету ім. Івана Огієнка. 1971—2008 року опублікував 77 історичних нарисів і статей в обласних та районних газетах, видав 34 книги та брошури по історії Теофіпольщини. Всі свої роботи І. А. Стасюк писав на основі дослідження архівних документів.
- Стасюк Тетяна Іванівна — композитор, росла і навчалась в Теофіполі. Закінчила Київську державну консерваторію ім. П. І. Чайковського за спеціальністю композиція. Працює викладачем музики, член Спілки композиторів України (з 1985 р. по 1991 р. — член Спілки композиторів СРСР). Написала багато музичних творів, авторка симфоній, інструментальних п'єс, хорових пісень. На республіканському конкурсі фортепіанної музики в 1987 році вона одержала Диплом першого ступеня[23].
- Тимощук Андрій Петрович (1972—2015) — український військовослужбовець, учасник російсько-української війни.
- Худзік Павло Олександрович — український футболіст.
- Шевчук Сергій Анатолійович — український футболіст.
- Шевчук Сергій — український військовослужбовець, учасник російсько-української війни[24].
- Шевчук Ігор —український військовослужбовець, учасник російсько-української війни[25].

## Світлини

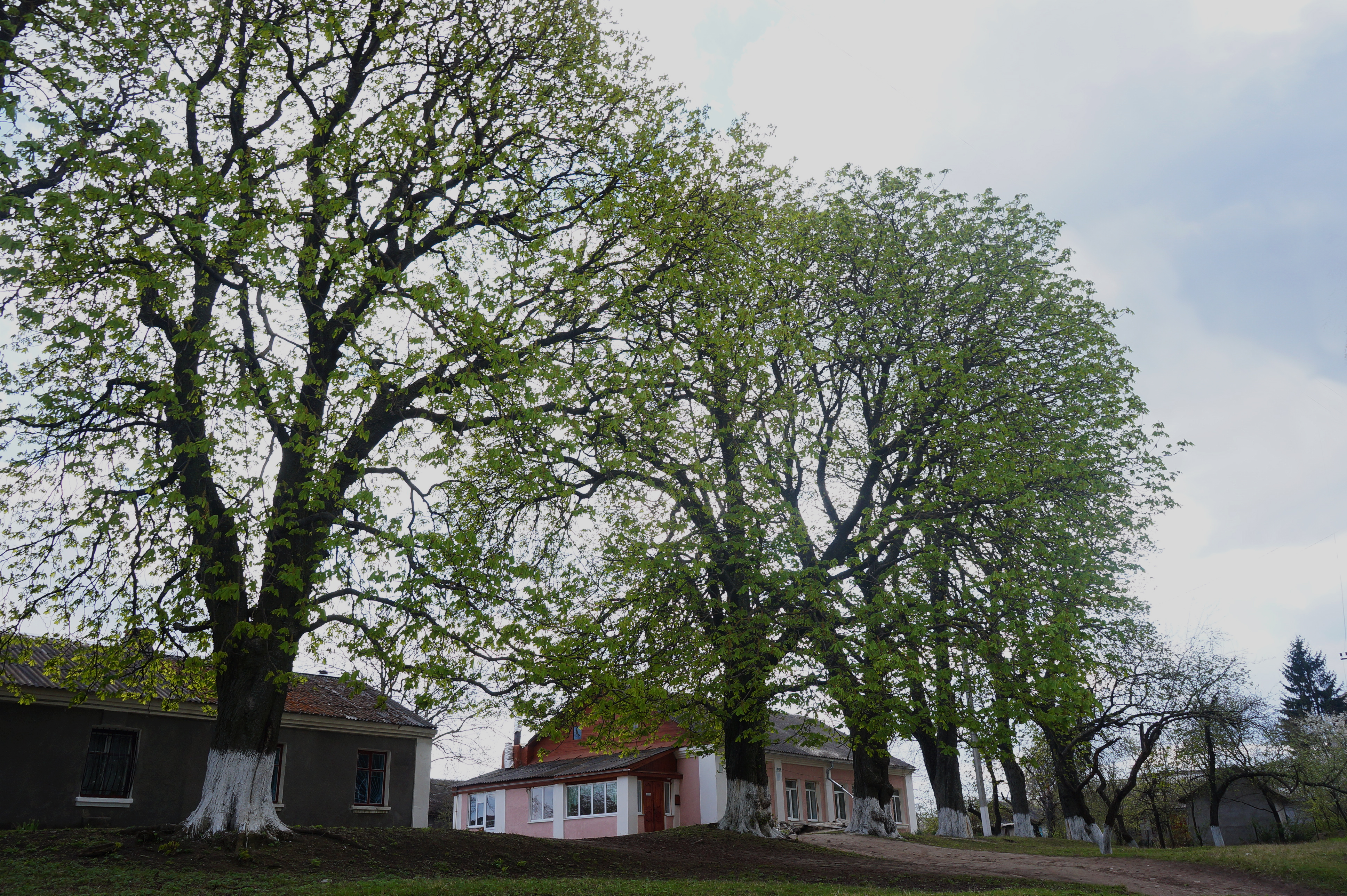
Алея каштана кінського
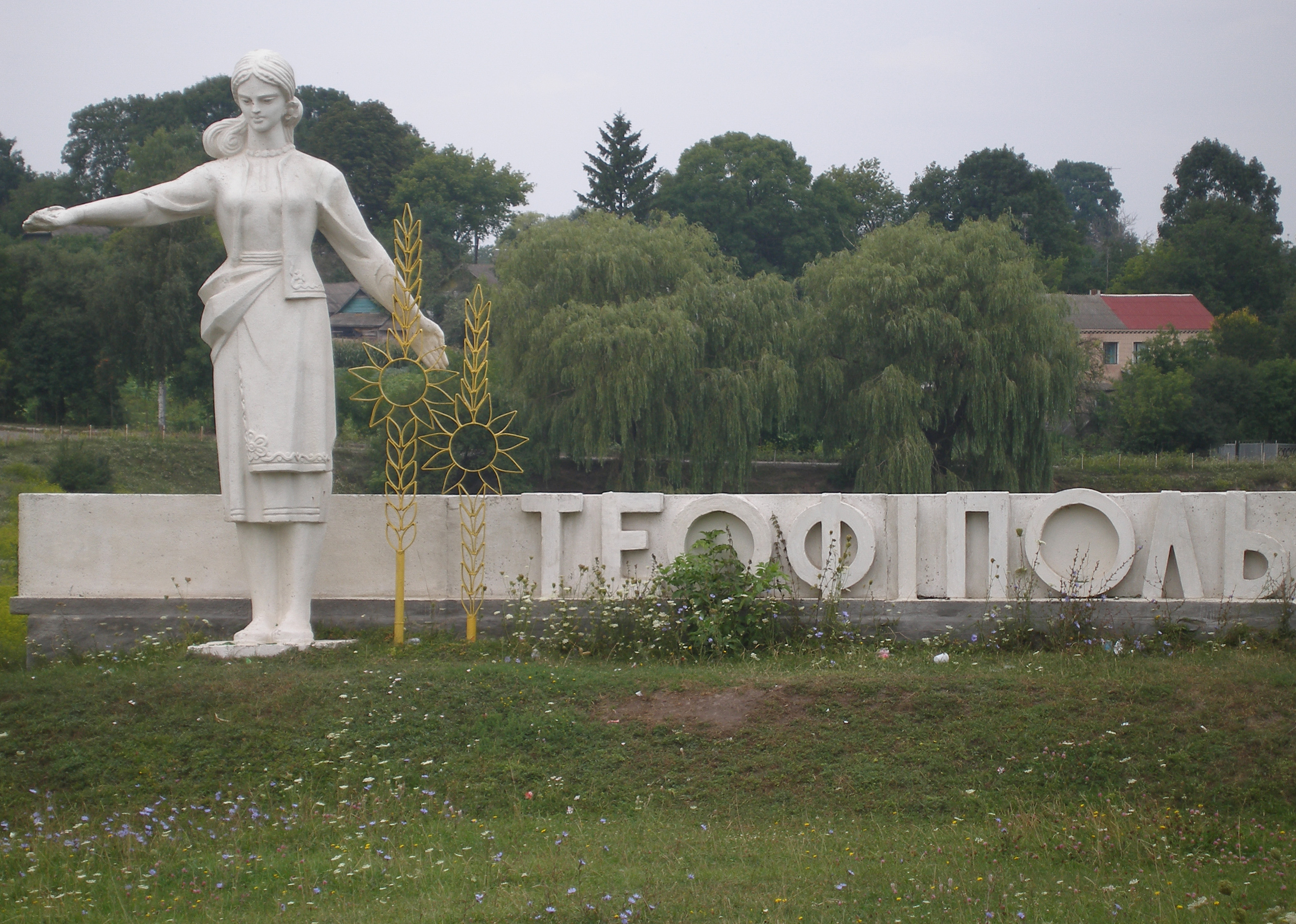
Знак при в'їзді в селище з південної сторони
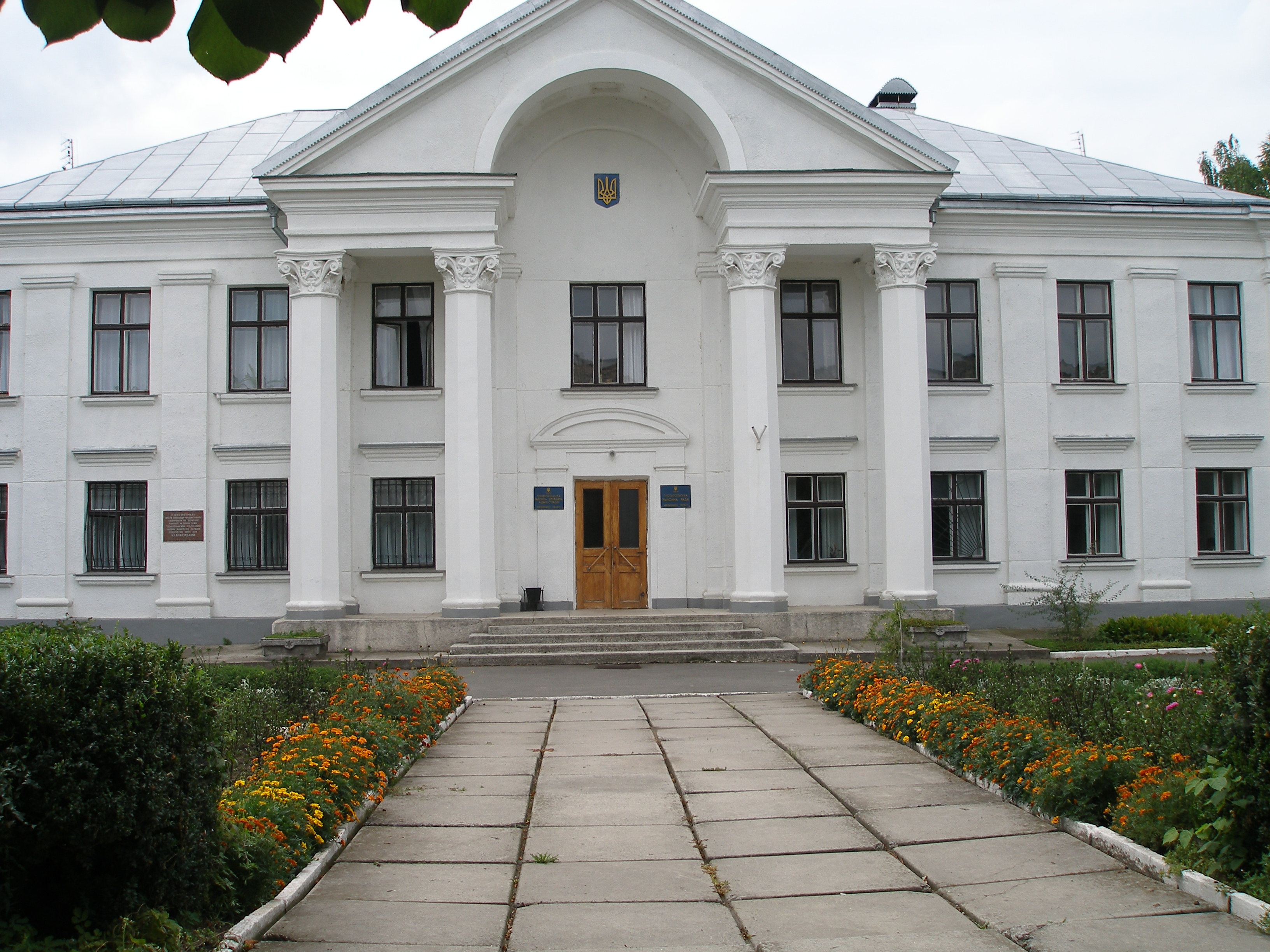
Будівля Теофіпольської районної адміністрації
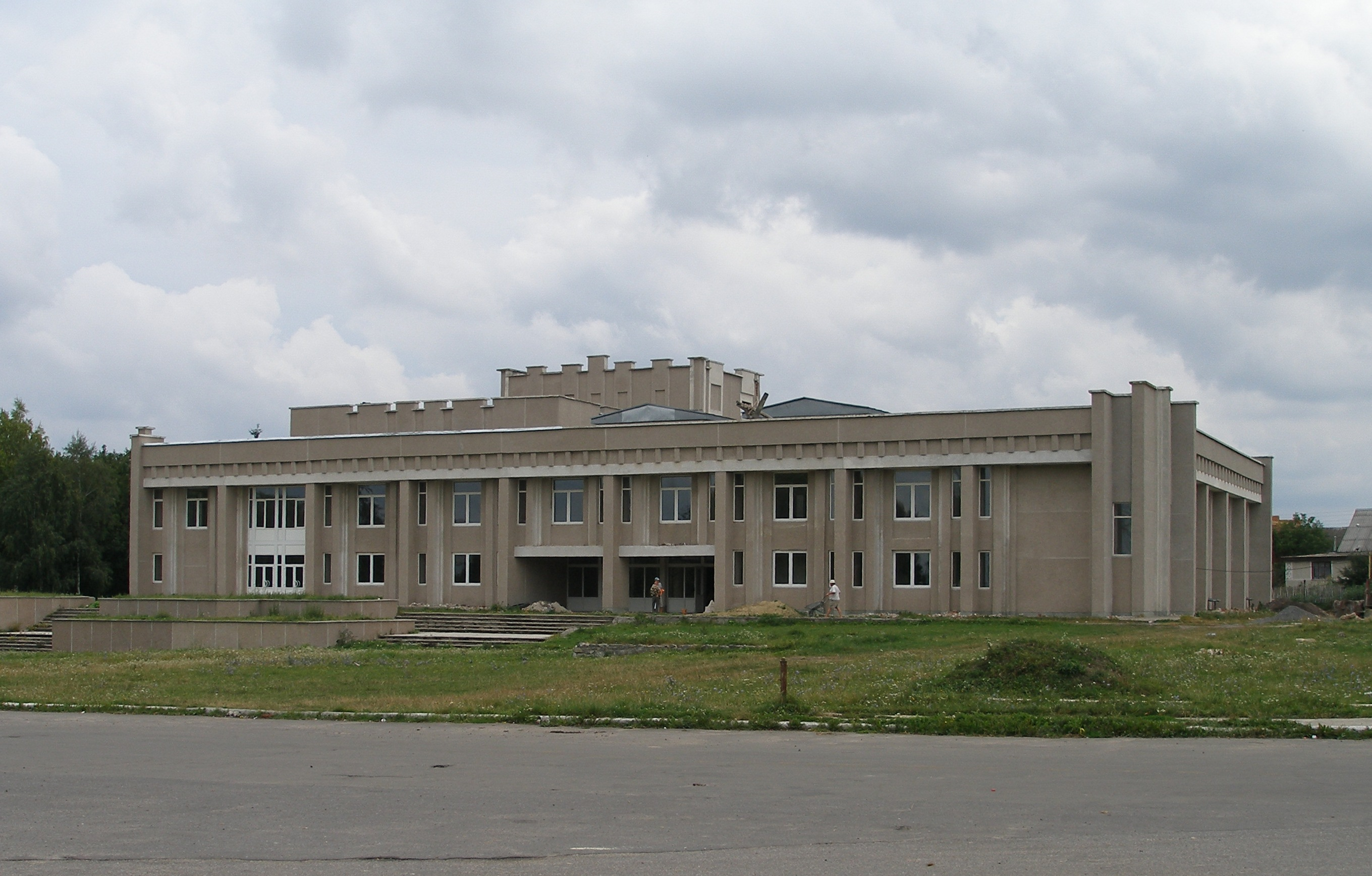
Будинок культури
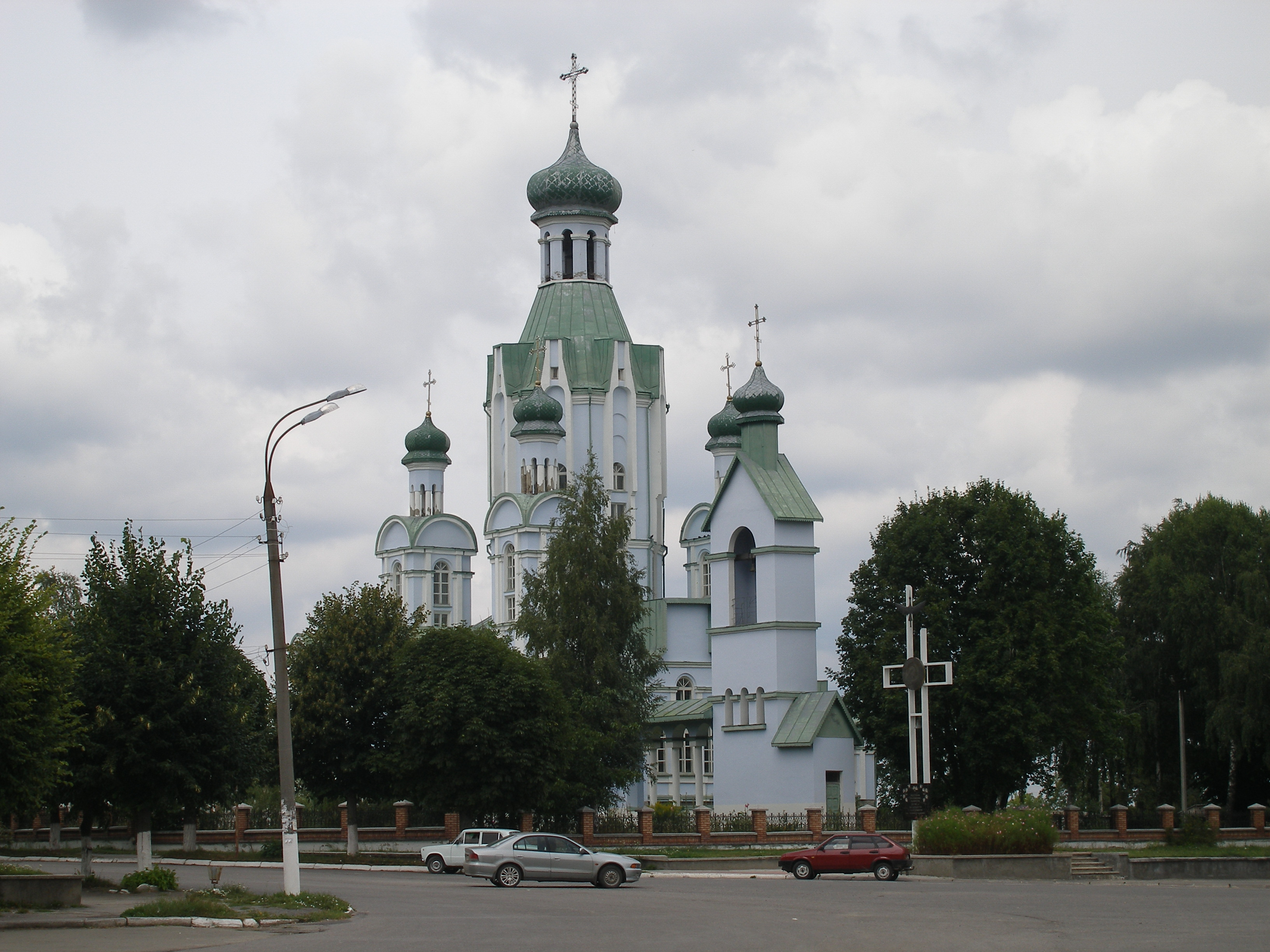
Церква
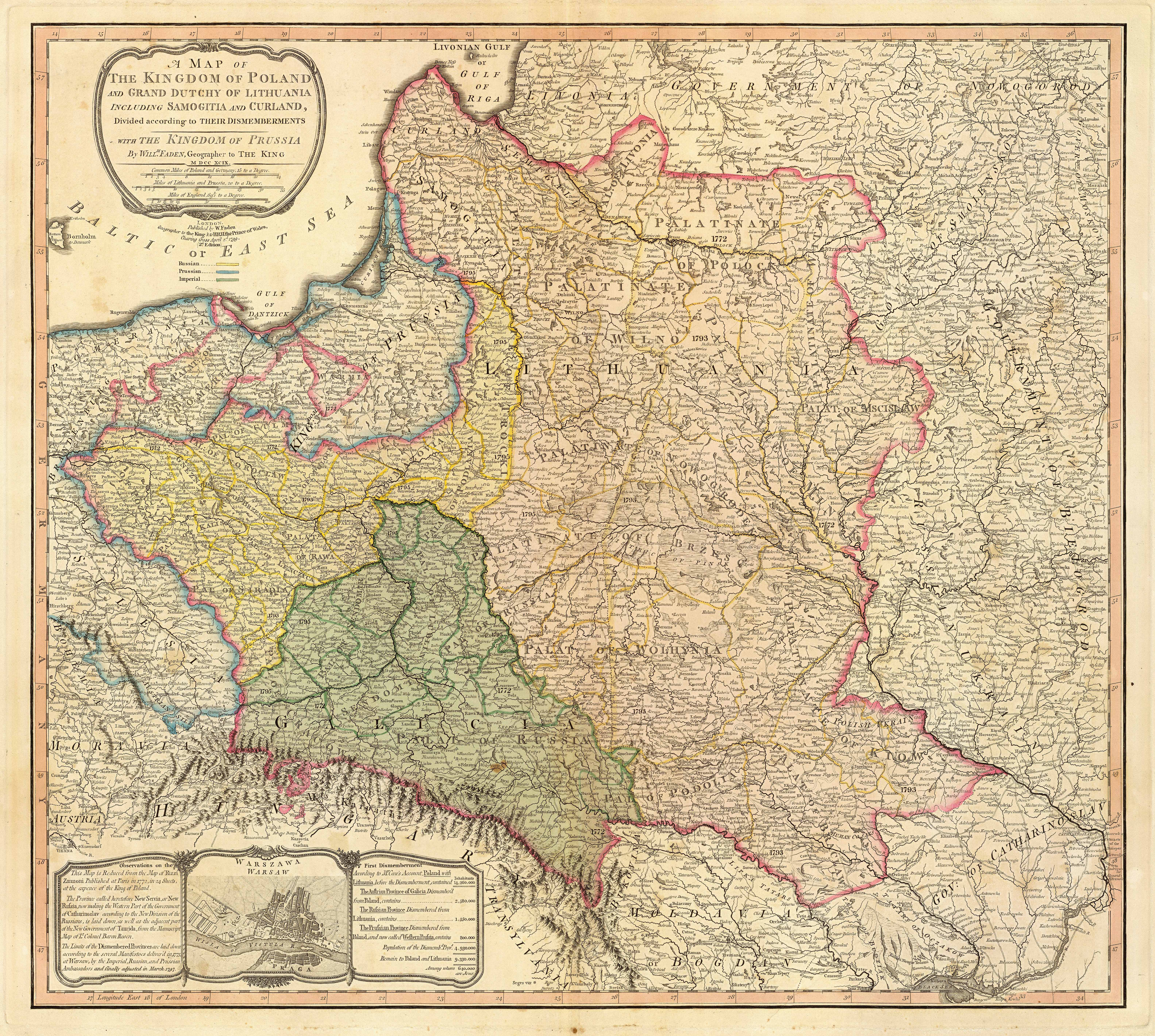
Карта 1799 року, на якій присутній Теофіполь